# (546070) 2011 YS63
(546070) 2011 YS63 (2007 VN89) ist ein Asteroid des inneren Hauptgürtels, der am 16. März 2005 im Rahmen des Catalina Sky Survey an der Catalina Station ungefähr 28 Kilometer nordöstlich von Tucson in Arizona/Vereinigte Staaten (IAU-Code 693) entdeckt wurde.